# Бурба Євген Володимирович
Євге́н Володи́мирович Бу́рба (нар. 16 листопада 1975 — 9 вересня 2016) — солдат Збройних сил України, учасник російсько-української війни.

## Життєпис
Дані про місце народження різняться — за однією версією народився 1975 року в Києві, за іншою — у Німеччині, з часом сім'я переїхала до Житомира, а згодом до Києва.
У травні 2015 року мобілізований; солдат, номер обслуги відділення охорони взводу охорони, 46-й окремий батальйон спецпризначення «Донбас Україна». Спочатку служив в роті охорони польового штабу у Кримському, по тому його перевели до Мар'їнки.
9 вересня 2016 року на передових позиціях батальйону біля міста Мар'їнка під час обладнання взводно-опорного пункту сталося спрацювання вибухового пристрою; загинули четверо військовослужбовців: двоє загинули на місці, двоє померли в лікарні від поранень — прапорщик Двигало Григорій Матвійович, солдати Євген Бурба, Веренич Олег Володимирович, Зуєв Андрій Олександрович.
Похований у місті Київ, Лісове кладовище.
Без Євгена лишились мама та сестра-близнюк.

## Нагороди та вшанування
- указом Президента України № 189/2018 від 27 червня 2018 року «за особисту мужність і високий професіоналізм, виявлені у захисті державного суверенітету та територіальної цілісності України, вірність військовій присязі» — нагороджений орденом «За мужність» III ступеня (посмертно)[1]